# Peter H. Merkl
Peter H. Merkl (* 29. Januar 1932 in München; † 20. Juli 2024 in Mill Valley) war ein aus Deutschland stammender amerikanischer Politikwissenschaftler und Hochschullehrer.

## Leben
Peter H. Merkl studierte nach seiner Auswanderung in die USA Politikwissenschaft, erwarb einen Magistergrad in Internationaler Politik 1953 an der University of Minnesota und promovierte 1958 an der University of California, Berkeley. Von 1958 bis zum Eintritt in den Ruhestand 2001 hatte er eine Professur für Politikwissenschaft an der University of California, Santa Barbara inne.
Merkl ist bis in sein hohes Alter mit zahlreichen Veröffentlichungen hervorgetragen. Insbesondere beschäftigte er sich intensiv mit der Entwicklung des politischen Systems der Bundesrepublik Deutschland und ihrer historischen Entwicklung, dem Nationalsozialismus, aber auch mit Religion und Politik sowie dem Radikalismus und der politischen Gewalt.

## Schriften (Auswahl)
- The Origin of the West German Republic. Oxford University Press, New York 1963 (deutsche Übersetzung: Die Entstehung der Bundesrepublik Deutschland. Kohlhammer, Stuttgart 1965, 2. Aufl. 1968).
- (mit Otey M. Scruggs): Rassenfrage und Rechtsradikalismus in den USA. Colloquium-Verlag, Berlin 1966.
- Political continuity and change. Harper & Row, New York 1967.7
- Modern comparative politics. Holt, Reinhart Winston, New York 1970, ISBN 0-03-078510-3 (2. Aufl. 1977).
- German foreign policies, West and East. On the threshold of a new European Era. Clio Press, Santa Barbara, Calif. 1974, ISBN 0-87436-133-8 (2. Aufl. 1976).
- Political violence under the Swastika. 581 early nazis. Princeton University Press, Princeton , NJ. 1975.
- Party members and society in West Germany and Italy. In: Rudolf Wildenmann (Hrsg.): Form und Erfahrung. Zum 70. Geburtstag von Ferdinand A. Hermens. Duncker & Humblot, Berlin 1976, S. 153–172, ISBN 3-428-03819-3.
- (mit Dieter Raabe): Politische Soziologie der USA. Die konservative Demokratie (= Systematische Politikwissenschaft, Bd. 9). Akademische Verlagsgesellschaft, Wiesbaden 1977, ISBN 3-400-00309-3
- (Hrsg.): Western European party systems. Trends and prospects. The Free Press, New York 1980, ISBN 0-02-920060-1.
- The making of a stormtrooper. Princeton University Press, Princeton, NJ 1980.
- (Hrsg.): Religion and politics in the modern world. New York University Press, New York 1983, ISBN 0-8147-5389-2.
- (Hrsg.): Political violence and terror. Motifs and motivation. University of California Press, Berkeley, Calif. 1986, ISBN 0-520-05605-1.
- The SPD after Brandt. Problems of integration in a changing urban society. In: West European politics, Bd. 11 (1988), S. 40–53.
- (Hrsg.): The Federal Republic of Germany at forty. New York University Press, New York 1989, ISBN 0-8147-5445-7.
- (Hrsg., mit Leonard Weinberg): Encounters with the contemporary radical right. Westview Press, Boulder, Colo. 1993, ISBN 0-8133-1445-3.
- German unification in the European context. Pennsylvania State University Press, University Park, Pa. 1993, ISBN 0-271-02566-2.
- (Hrsg.): The Federal Republic of Germany at forty-five. Union without unity. New York University Press, Washington Square, NY 1995, ISBN 0-8147-5514-3.
- (Hrsg.): The revival of right-wing extremism in the nineteens. Frank Cass, London 1997 (2. Aufl. 2003), ISBN 0-7146-4207-X
- (Hrsg.): The Federal Republic of Germany at fifty. The end of a century of turmoil. Macmillan, Basingstoke 1999, ISBN 0-333-72561-1.
- A coup attempt in Washington?  A European mirror on the 1998-1999 constitutional crisis. Palgrave, New York 2001, ISBN 0-312-23831-2.
- The rift between America and old Europe. The distracted eagle. Routledge, London 2005, ISBN 0-415-35986-4.
- (Hrsg., mit Kay Lawson): When parties prosper. The uses of electoral success. Lyne Rienner, Boulder, Colo. 2007, ISBN 1-58826-534-X.
- Small town and village in Bavaria. The Passing of a way of life. Berghahn Books, New York 2012, ISBN 978-0-85745-347-1

Festschrift
- James Sperling (Hrsg.): Germany at fifty-five. Berlin ist nicht Bonn? Manchester University Press, Manchester 2004, ISBN 0-7190-6473-2 (Bibliographie Peter H. Merkl S. 523–563).